# Maricruz Arribas
Maricruz Arribas Berendsohn (Piura, Perú, 7 de julio de 1954) es una artista plástica, representante del arte peruano contemporáneo. Su obra es reconocida por emplear materiales reciclados. Además ha participado en exposiciones nacionales e internacionales.

## Educación
Realizó sus estudios de arte en la Facultad de Artes Plásticas de la Pontificia Universidad Católica del Perú (PUCP) en Lima, desde el año 1982 hasta 1987. Entre sus profesores se encuentra Adolfo Winternitz, reconocido artista peruano de origen austriaco.

## Obra
En los inicios de su obra se encuentran pinturas elaboradas con técnica mixta y tinta sobre papel, además del ensamblaje de resina a la técnica mixta. Su obra plástica a base de reciclaje emplea materiales como madera, plástico, metal, vidrio, concreto, adobe y tela. La producción artística de Arribas tiene la característica de procurar usar el material reciclado tal y como lo encontró. También es conocida por la elaboración de quipus de gran dimensión hechos de material reciclado. Uno de ellos decora un restaurante de comida peruana en Londres.
Además de su obra pictórica y plástica, también ha desarrollado intervenciones en espacios públicos como hoteles, galerías, bares, bancos y restaurantes. Destaca su obra "Diez Texturas, Ten Textures (1998)" presentada en el Banco Mundial, Washington D. C., y su trabajo de intervención en el bar Ayahuasca, reseñado por la BBC.

## Exposiciones
En 1999 su obra plástica "Diez Texturas, Ten Textures (1998)" fue presentada en el Banco Mundial, Washington D. C.,.
Sus pinturas participaron en la exposición "Fuerza de Mujer en el Arte Peruano Contemporáneo" (Women Artists in Peruvian Contemporary Art) en la Galería de Arte de la Embajada del Perú en Washington D. C.. Esta se llevó a cabo entre el 9 de noviembre de 2000 al 8 de enero de 2001. Compartió muestra con las artistas peruanas Sandra Gamarra y Valeria Ghezzi.
En el 2008 presentó en el Jockey Plaza un nacimiento de gran envergadura creado a base de materiales reciclados, entre los que se emplearon madera y porcelana. En el mismo año presentó una cruz de grandes dimensiones en la sede de la Universidad Ricardo Palma en Lima; la cruz estaba compuesta de ichu recolectado en la sierra peruana.
En el 2009 fue reconocida como uno de los Talentos a la Carta de Paris Art en la categoría de diseños extranjeros. El trabajo premiado fue una silla de estructura metálica minimalista equipada con un asiento de lana.

## Premios y reconocimientos
- 1990                        Primer Premio, II Bienal de Máscaras, Revista Caretas. Lima – Perú.
- 1989                        Primer Premio, Concurso Checa Solari. Museo de Arte, Lima – Perú.
- 1979                        Primer Premio, Concurso de Pintura del Instituto Nacional de Cultura. Chiclayo – Perú.